# Ricardo Yrarrázaval
Ricardo Yrarrázaval Larraín  (Santiago, 12 de octubre de 1931) es un pintor y ceramista chileno. El tema central de su obra es el hombre y su situación en la sociedad.

## Biografía
Nació en Santiago de Chile, 1931. Su vocación artística despertó a muy temprana edad. Después de enrolarse en un barco con destino a Egipto, viajó a Nápoles y a Roma. 
Más tarde, abandonó la capital italiana y marchó a Francia para finalmente instalarse en Vallauris. Allí entró en contacto con las técnicas de la cerámica, actividad a la que se dedicó durante varios años, sin nunca abandonar la pintura.
Su producción pictórica se caracteriza por su profunda e intensa búsqueda, tanto en lo formal como en lo temático. Después de una trascendental experiencia con la abstracción, que le valió el reconocimiento de una beca de la Fundación Guggenheim en 1966, (estadía de un año en Nueva York), en la década de 1970 su obra adquirió tintes surrealistas y comenzó a pintar en un estilo que algunos denominaron realismo subjetivo y que más tarde evolucionaría hacia lo objetivo. Los personajes de sus cuadros son figuras de volúmenes rotundos y formas distorsionadas que representan arquetipos de la sociedad moderna.
Su pintura más reciente se destaca por su irrenunciable búsqueda de nuevas técnicas, y una inconfundible relación con lo moderno y su vínculo con la sociedad actual, la figura del ser humano siempre al centro. Cabe destacar su aporte urbanístico y artístico en sus murales en un Cerro de Valparaíso y sus bajos relieves en los Block de concreto de la Villa Portales, comuna de Estación Central, destacando abstracción y figuras insectoides además de geometrías y simbolismos.
De los numerosos galardones que ha obtenido destacan el segundo premio de la Bienal de Lima (1968) y el primer premio de pintura del I Concurso de la Colocadora Nacional de Valores de Chile (1975).

## Exhibiciones más importantes
- 1954 Dibujo, Instituto Chileno-Norteamericano de Cultura, Santiago, Chile.
- 1959 Ricardo Yrarrázaval: Óleos, Sala Ministerio de Educación, Santiago, Chile.
- 1965 Pintura y cerámica, Galería Carmen Waugh, Santiago, Chile.
- 1969 Pintura, Instituto de Arte Contemporáneo (IAC), Lima, Perú.
- 1974 Pintura, Galería AELE, Madrid, España.
- 1975 Seis Aproximaciones al Surrealismo en Chile, Instituto Chileno Francés, Santiago, Chile.
- 1978 Pintura, Instituto Chileno-Francés de Cultura, Valparaíso, Chile.
- 1978 Pintura, Galería Galatea, Buenos Aires, Argentina.
- 1980 Ricardo Yrarrázaval: Pinturas Recientes, Museo Nacional de Bellas Artes, Santiago, Chile.
- 1984 Pintura, Galería Escuela Moderna de Música, Santiago, Chile.
- 1985 Pintura, Instituto Chileno-Alemán de Cultura, Concepción, Chile.
- 2002 Retrospectiva 50 Años Ricardo Yrarrázaval, Sala de Arte Fundación Telefónica, Santiago, Chile.